# Клобоуки у Брну
Клобоуки у Брну (чеш. Klobouky u Brna) град је у Чешкој Републици. Град се налази у управној јединици Јужноморавски крај, у оквиру којег припада округу Брецлав.

## Становништво
Према подацима о броју становника из 2014. године град је имао 2.420 становника.